# 24 أغسطس
- السبت
- الأحد
- الاثنين
- الثلاثاء
- الأربعاء
- الخميس
- الجمعة

- 261 صفر 1447  هـ
- 272 صفر 1447  هـ
- 283 صفر 1447  هـ
- 294 صفر 1447  هـ
- 305 صفر 1447  هـ
- 316 صفر 1447  هـ
- 17 صفر 1447  هـ
- 28 صفر 1447  هـ
- 39 صفر 1447  هـ
- 410 صفر 1447  هـ
- 511 صفر 1447  هـ
- 612 صفر 1447  هـ
- 713 صفر 1447  هـ
- 814 صفر 1447  هـ
- 915 صفر 1447  هـ
- 1016 صفر 1447  هـ
- 1117 صفر 1447  هـ
- 1218 صفر 1447  هـ
- 1319 صفر 1447  هـ
- 1420 صفر 1447  هـ
- 1521 صفر 1447  هـ
- 1622 صفر 1447  هـ
- 1723 صفر 1447  هـ
- 1824 صفر 1447  هـ
- 1925 صفر 1447  هـ
- 2026 صفر 1447  هـ
- 2127 صفر 1447  هـ
- 2228 صفر 1447  هـ
- 2329 صفر 1447  هـ
- 241 ربيع الأول 1447  هـ
- 252 ربيع الأول 1447  هـ
- 263 ربيع الأول 1447  هـ
- 274 ربيع الأول 1447  هـ
- 285 ربيع الأول 1447  هـ
- 296 ربيع الأول 1447  هـ
- 307 ربيع الأول 1447  هـ
- 318 ربيع الأول 1447  هـ
- 19 ربيع الأول 1447  هـ
- 210 ربيع الأول 1447  هـ
- 311 ربيع الأول 1447  هـ
- 412 ربيع الأول 1447  هـ
- 513 ربيع الأول 1447  هـ

24 أغسطس أو 24 آب أو يوم 24 \ 8 (اليوم الرابع والعشرون من الشهر الثامن) هو اليوم السادس والثلاثون بعد المئتين (236) من السنوات البسيطة، أو اليوم السابع والثلاثون بعد المئتين (237) من السنوات الكبيسة وفقًا للتقويم الميلادي الغربي (الغريغوري). يبقى بعده 129 يوما لانتهاء السنة.

## أحداث
- 410 - القوط الغربيون ينهبون روما.
- 1516 - وقوع «معركة مرج دابق» بين المماليك والعثمانيين.
- 1572 - وقوع «مذبحة سان بارثليمبو» والتي قتل بها ما يقارب 4000 من البروتستانت الفرنسيين، وقد دبر هذه المذبحة ملك إسبانيا فيليب الثاني والبابا وبعض الكاثوليك، وقد اعتبر الكاثوليك هذه المذبحة نصرًا لهم.
- 1821 - الإعلان عن استقلال المكسيك.
- 1912 - ألاسكا تنضم للولايات المتحدة وتصبح أرضًا أمريكية.
- 1922 - الفلسطينيون يرفضون الانتداب البريطاني وذلك في «مؤتمر نابلس».
- 1954 -
  - الكونغرس الأمريكي يوافق على قانون مكافحة الشيوعية وذلك خوفًا من خطرها.
  - رئيس البرازيل جيتوليو فارجاس يستقيل من منصبه وينتحر بعد ذلك بسبب تزايد الأزمة السياسية في البلاد.
- 1982 - الرئيس اليمني علي عبد الله صالح يؤسس حزب المؤتمر الشعبي العام.
- 1989 - الموسيقار ياني يصدر ألبومه الخامس بعنوان «Niki Nana» والذي احتوى على ثمان مقطوعات.
- 1991 -
  - ميخائيل غورباتشوف يستقيل من رئاسة الحزب الشيوعي السوفيتي.
  - أوكرانيا تعن استقلالها عن الاتحاد السوفيتي.
- 1994 - تفجيرات إرهابية تهز المغرب، بفندق أطلس إسني بمدينة مراكش.
- 1995 - طرح ويندوز 95 في الأسواق.
- 2006 - إعلان الاتحاد الفلكي الدولي بخروج بلوتو عن المجموعة الشمسية وإنزال رتبته من كوكب إلى كوكب قزم.
- 2011 - المدير التنفيذي لشركة أبل ستيف جوبز يستقيل من منصبه.
- 2016 -
  - اكتشاف كوكب خارج المجموعة الشمسية يدعى بروكسيما سنتوري بي في النطاق الصالح للحياة حول بروكسيما سنتوري وهو أقرب نجم إلى الشمس.
  - زلزالٌ مُدمِّر يضرب وسط إيطاليا على مقرُبة من مدينة نورتشا ويحصد 260 قتيلًا على الأقل و 380 مصابا.
- 2018 - سكوت موريسون يصبح رئيس وزراء أستراليا الجديد خلفاً لمالكولم تورنبول.
- 2020 - تفجيران في بلدة جولو بالفلپين يوقعان 15 قتيلًا ونحو 75 جريحًا واشتباهٌ بِأن تكون جماعة أبي سيَّاف خلف هذا العمل.
- 2021 -
  - الرئيس التونسي قيس سعيد يصدر أمرًا رئاسيًا بتمديد «التدابير الاستثنائية» التي اتخذها منذ شهر «إلى غاية إشعار آخر».
  - الجزائر تعلن قطع علاقاتها مع المغرب، والأخيرة تصف الخطوة بغير المبررة.
- 2024 - مصرع قُرابة 400 شخص في بارسالوغو ببوركينا فاسو على يد جماعة نصرة الإسلام والمسلمين المرتبطة بتنظيم القاعدة.

## مواليد
- 1759 - ويليام ويلبرفورس، سياسي بريطاني.
- 1787 - جيمس ودل، مستكشف إنجليزي.
- 1865 - فرديناند الأول، ملك رومانيا.
- 1880 - مايلز لامبسون، دبلوماسي بريطاني.
- 1881 - محمد سليم الجندي، لغوي ومدرّس وشاعر سوري.
- 1899 -
  - خورخي لويس بورخيس، كاتب أرجنتيني.
  - ألبير كلود، عالم أحياء بلجيكي حاصل على جائزة نوبل في الطب عام 1974.
- 1922 - هوارد زين، مؤرخ أمريكي.
- 1924 - أحمدو أهيجو، رئيس الكاميرون.
- 1927 -
  - أنجالي ديفي، ممثلة هندية.
  - هاري ماركويتز، اقتصادي أمريكي حاصل على جائزة نوبل في العلوم الاقتصادية عام 1990.
- 1931 - عبد العزيز النمش، ممثل كويتي اشتهر بأداء شخصية المرأة.
- 1939 - رءوف عباس حامد، مؤرخ مصري.
- 1947 - باولو كويلو، كاتب برازيلي.
- 1957 - ستيفن فراي، ممثل ومخرج وكاتب سيناريو إنجليزي.
- 1958 - ستيف جوتنبرج، ممثل أمريكي.
- 1962 - ديفيد كويشنير، ممثل أمريكي.
- 1963 - هيديو كوجيما، مصمم ومخرج ومنتج ألعاب ياباني.
- 1965 - مارلي ماتلن، ممثلة أمريكية.
- 1967 - يان إيريكسون، لاعب كرة قدم سويدي.
- 1970 - توغاي كريم أوغلو، لاعب كرة قدم تركي.
- 1973 - غراي ديلايل، مغنية أمريكية.
- 1976 - أليكس أولوغلن، ممثل أسترالي.
- 1977 -
  - دينيلسون دي أوليفيرا أراوجو، لاعب كرة قدم برازيلي.
  - روبرت إنكه، حارس مرمى كرة قدم ألماني.
  - يورغن ماتشو، لاعب كرة قدم نمساوي.
  - جون جرين، مؤلف أمريكي.
- 1979 - أورلاندو إنغيلار، لاعب كرة قدم هولندي.
- 1982 - كيم شلستروم، لاعب كرة قدم سويدي.
- 1983 - ماهر أبو رميلة، لاعب جودو من فلسطين
- 1984 - كيم جونغ وون (يي سونغ)، عضو في فرقة سوبر جونيور.
- 1986 - فابيانو سانتاكروتشي، لاعب كرة قدم إيطالي.
- 1988 - روبرت غرينت، ممثل إنجليزي.

## وفيات
- 1832 - سادي كارنو، عالم فيزياء ومهندس عسكري فرنسي.
- 1888 - رودولف كلاوزيوس، عالم فيزياء ألماني.
- 1889 - إبراهيم الغراوي، فقيه جعفري وشاعر عراقي.
- 1954 - جيتوليو فارجاس، رئيس البرازيل.
- 1990 - جيلي عبد الرحمن، شاعر سوداني.
- 2003 -
  - أمينة رزق، ممثلة مصرية.
  - ويلفريد ثيسيجر، رحالة بريطاني.
- 2007 - عبد الرحمن عارف، رئيس العراق الأسبق.
- 2010 - ساتوشي كون، مخرج أفلام أنمي وكاتب ومانغاكا ياباني.
- 2017 - حسين جاسم، مغني كويتي.
- 2020 - ثريا جبران، ممثلة مغربية.
- 2021 - حسين حبري، رئيس جمهورية التشاد (1982 - 1990).

## أعياد ومناسبات
- اليوم الوطني في أوكرانيا.

## وصلات خارجية
- وكالة الأنباء القطريَّة: حدث في مثل هذا اليوم.
- النيويورك تايمز: حدث في مثل هذا اليوم.
- BBC: حدث في مثل هذا اليوم.